# Tramway de Naberejnye Tchelny
Le tramway de Naberejnye Tchelny est le réseau de tramways de la ville de Naberejnye Tchelny, en Russie. Il comporte onze lignes. Il est officiellement mis en service le 8 octobre 1973.